# کیارا باتسونی
کیارا باتسونی (ایتالیایی: Chiara Bazzoni؛ زادهٔ ۵ ژوئیهٔ ۱۹۸۴) دونده اهل ایتالیا است.